# مارفل ميدنايت صنز
مارفل ميدنايت صنز (بالإنجليزية: Marvel's Midnight Suns) هي لعبة تقمص أدوار تكتيكية قادمة تم الإعلان عنها رسمياً في معرض غيمز كوم في 25 أغسطس 2021 ومن المقرر إصدار اللعبة في النصف الثاني من 2022 على أجهزة نينتندو سويتش،بلاي ستيشن 4،بلاي ستيشن 5،إكس بوكس ون،إكس بوكس سيريس إكس وسيريس أس ومايكروسوفت ويندوز.